# Peter and the Test Tube Babies
I Peter and the Test Tube Babies sono un gruppo oi! formato a Peacehaven nel 1978 da Del Strangefish e Peter Bywaters. Il complesso ottenne una qualche popolarità negli anni ottanta, apparendo sul magazine Sounds nel luglio 1980, registrando una Peel Session e debuttndo nella compilation Vaultage 78. La band appare anche nell'importante raccolta oi! Oi! the Album. I testi sono solitamente assurdi e volgari, con titoli molto particolari, come The Queen Gives Good Blow Jobs. La band è tuttora in attività con molti tour in tutto il mondo.

## Discografia

### Album in studio
- 1982 - Pissed and Proud
- 1983 - Mating Sounds of South American Frogs
- 1984 - The Loud Blaring Punk Rock Album
- 1984 - Journey to the Centre of Johnny Clarke's Head
- 1986 - Soberphobia
- 1990 - The $hit Factory
- 1991 - Cringe
- 1995 - Supermodels
- 1998 - Alien Pubduction
- 2005 - A Foot Full of Bullets

### Live
- 1990 - Live and Loud!! - More Chin Shouting
- 1996 - Schwein Lake Live

### Singoli
- 1982 - Banned From the Pubs
- 1982 - Run Like Hell
- 1983 - 3 x 45
- 1983 - The Jinx
- 1983 - Zombie Creeping Flesh
- 1986 - Key to the City
- 2000 - Fuck the Millennium

### EP
- 1984 - Pressed for Ca$h
- 1985 - Rotting in the Fart Sack

### Raccolte
- 1988 - The Best of Peter and the Test Tube Babies
- 1994 - Test Tube Trash
- 1996 - The Punk Singles Collection

### Apparizioni in compilation
- 1982 - Punk and Disorderly

## Formazione
- Peter Sean Bywaters
- Paul Simon Henrickson
- Warren Greening
- Derek Greening
- David O'Brien